# Île de la Cité

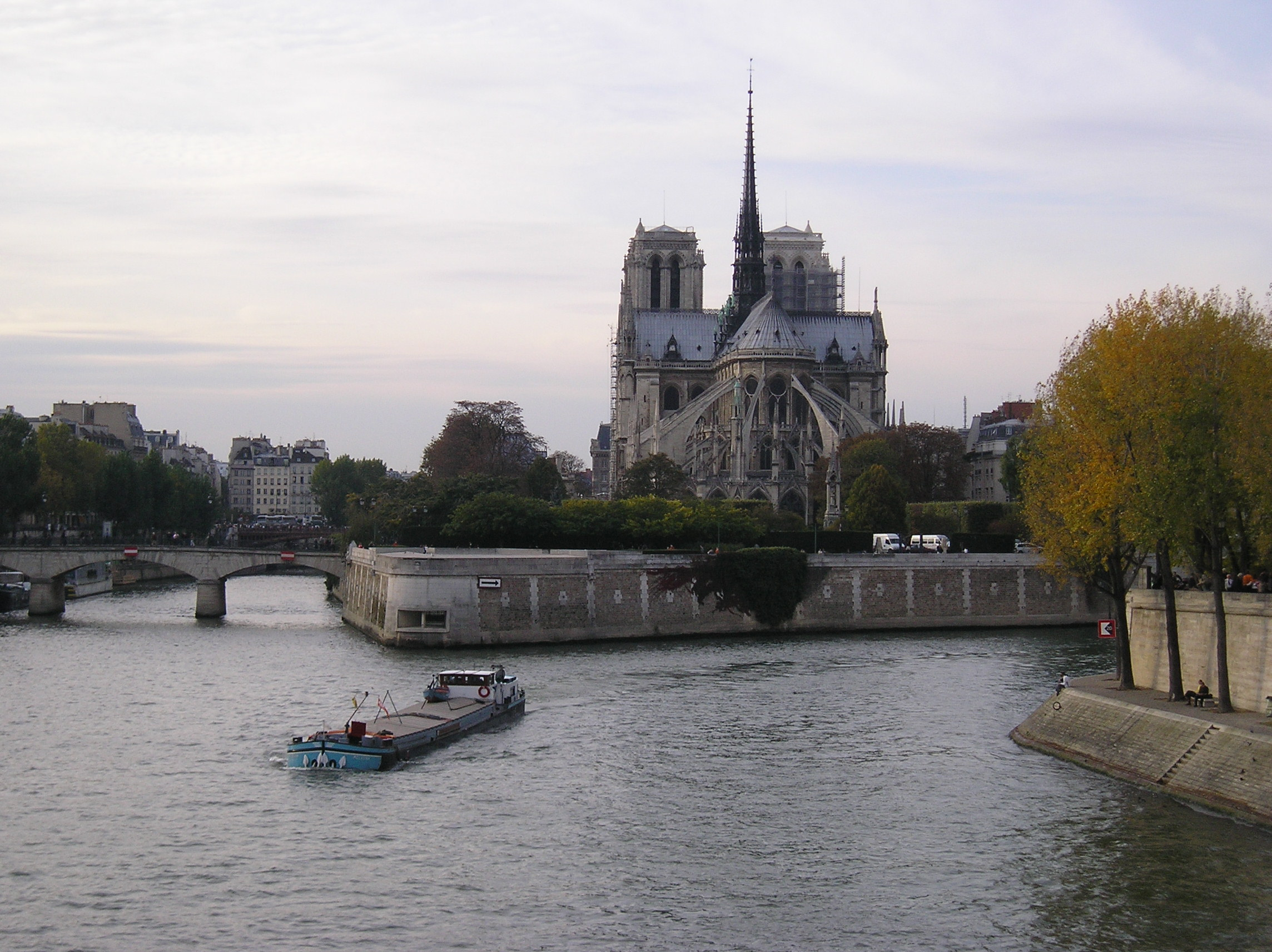
Île de la Cité, vista des del pont de la Tournelle

L'île de la Cité és una illa situada enmig del Sena, al centre de París. Forma part del 1r arrondissement (districte). Té una extensió de 17 hectàrees. Està comunicada mitjançant nou ponts amb les altres ribes del Sena i amb l'illa de més al sud, anomenada illa de sant Lluís. També s'hi pot accedir en barca, ja que tot al voltant hi ha molls. En el passat va ser el centre del poder i de l'administració, ja que hi havia el palau reial, ara desaparegut. L'edifici més visitat i conegut és la catedral.

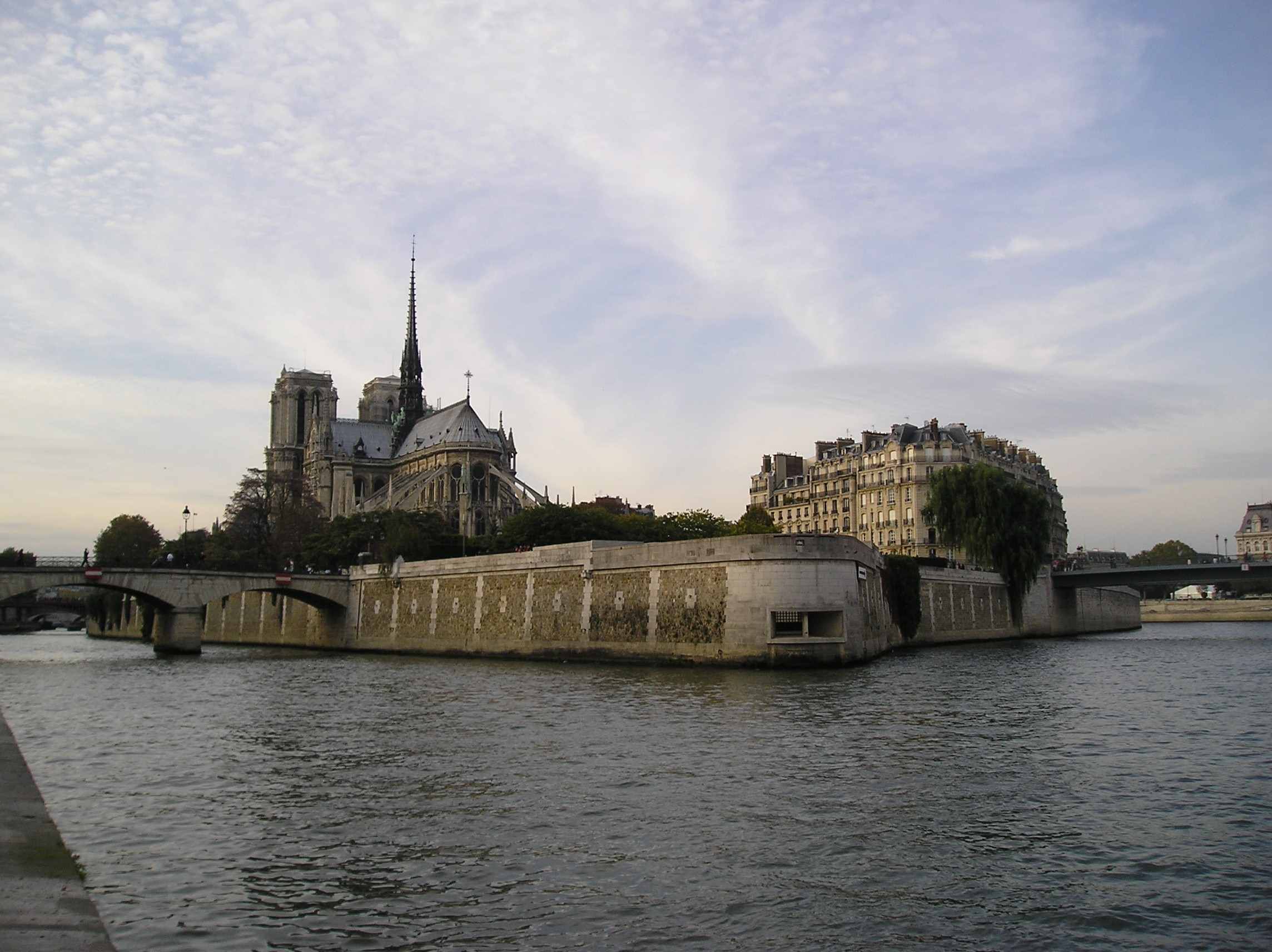
Île de la Cité, vista des del port de la Tournelle

## Geografia
L'illa està envoltada per dos braços del Sena que es poden salvar mitjançant nou ponts. El Pont Neuf travessa els dos braços. De la Rive Droite en venen tres: el Pont au Change, el Pont Notre-Dame i el Pont d'Arcole. De la Rive Gauche, quatre: el Pont Saint-Michel, el Petit-Pont, el Pont au Double i el Pont de l'Archevêché. Al sud està el Pont Saint-Louis que comunica amb l'Île Saint-Louis.
L'île de la Cité consta de tres esplanades: l'esplanada de Vert-Galant a la punta oest, l'esplanada de l'Île-de-France a la punta est, i l'esplanada Joan XXIII al voltant de Notre-Dame. A aquestes esplanades cal afegir-hi quatre places: la plaça del Pont-Neuf, la plaça Dauphine (darrere del palau de justícia), el Parvis Notre-Dame, i la plaça Louis-Lépine on es troba el mercat de les flors.
Els molls de l'illa estan dividits en sis bandes, els noms dels quals són: l'Horloge (rellotge), situat al Nord, que queda a la part baixa de la Torre del Rellotge de l'antic palau reial; de la Corse (Còrsega) i el moll des Fleurs (de les flors); al sud, els molls des Orfèvres (orfebres) i del Marché-Neuf (mercat nou); i a l'est, el moll de l'Archevêché (arquebisbe).
A part del Boulevard du Palais, l'illa comprèn igualment una desena de carrers:
- el carrer Henri-Robert (darrere del Palau de justícia)
- el carrer de Harlay (darrere del Palau de justícia)
- el carrer de Lutècia
- el carrer de la Cité
- el carrer d'Arcole
- el carrer del Cloître-Notre-Dame (Claustre de Notre-Dame)
- el carrer Chanoinesse
- el carrer de la Colombe
- el carrer dels Ursins
- el carrer dels Chantres

A nivell administratiu, el Boulevard du Palais delimita la frontiera entre el 1r arrondissement (a l'oest) i el 4t (a l'est).

## Edificis destacats

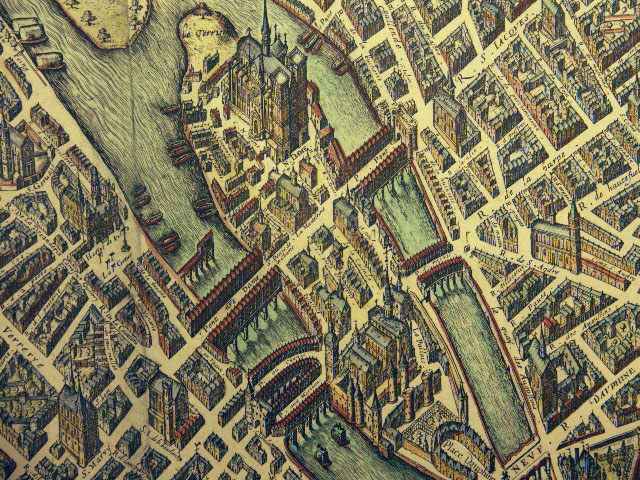
Île de la Cité, 1609

Tres edificis medievals resten encara sobre l'île de la Cité :
- La catedral de Notre-Dame de París.
- La Sainte-Chapelle de Lluís IX (1245).
- La Conciergerie, una antiga presó, ara museu.

També s'hi troba:
- La Prefectura de policia de París
- El Palau de Justícia
- L'Hôtel-Dieu
- El Tribunal del comerç
- El Mémorial des Martyrs de la Déportation (memorial dels màrtirs de la deportació), construït del 1954 al 1964 per l'arquitecte Georges-Henri Pingusson.

## Història

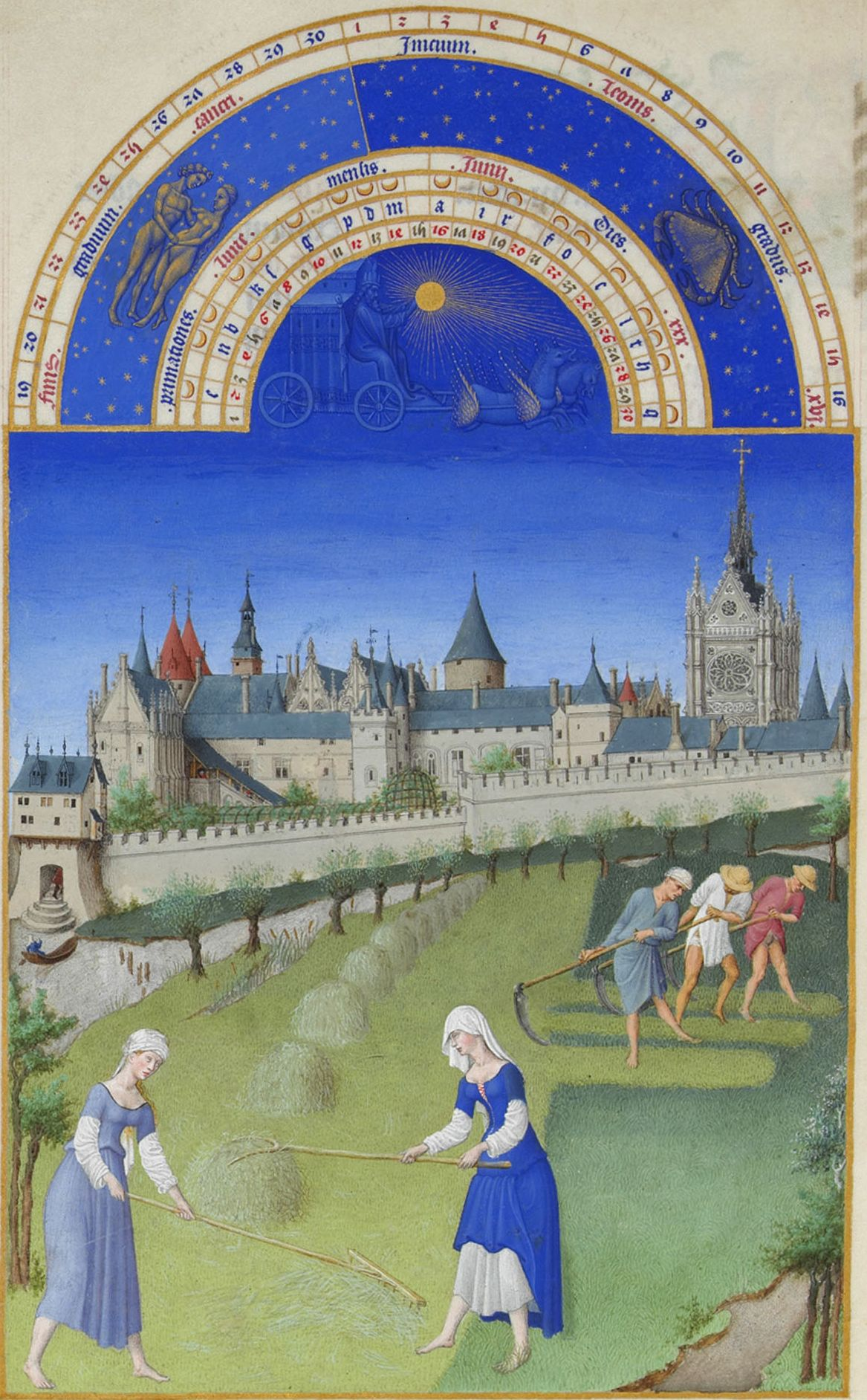
El Palau de la Cité al.

L'any 52 aC, en el moment de la lluita entre Vercingetorix i Juli Cèsar, una petita tribu gal·la anomenada els parisii vivia per aquells voltants. S'ha cregut durant molt de temps que els parisii estaven instal·lats en aquesta illa, però actualment els historiadors advoquen per altres hipòtesis. De fet, els parisii haurien pogut instal·lar-se més aviat cap a l'embocadura de la Bièvre, una illa veïna separada en el seu temps però fusionada més endavant. El professor Venceslas Krouta va dirigir unes excavacions arqueològiques els anys 1976 i 1977 que van desvelar restes en un nivell inferior al gal·loromà, però el material trobat —claus, fragments de ceràmica, fonaments de murs— és tan escàs que no aporta gaire informació. Se sap, però que en aquell temps l'illa tenia una extensió de 9 hectàrees, mentre que avui dia fa 17 ha.
Tot i que la vila romana s'estenia per la riba dreta, en aquesta illa estava el palau del governador, on van fer-hi estada alguns emperadors; també hi havia una gran basílica i un temple dedicat a Júpiter. Quan al segle iii i IV els bàrbars van atacar la ciutat, la gent es traslladava a aquesta illa, més fàcil de defensar. A mitjan segle IV van construir una muralla i als extrems del cardo maximus (l'actual rue de la Cité) hi havia unes portes de fusta de 10 metres d'alçada.
Els reis dels francs també van fer servir aquest palau, Clodoveu I en va ser el primer. En el lloc del temple romà es va construir l'església de sant Etiene, que després seria la catedral de Notre-Dame de París, i dues esglésies més, que van quedar destruïdes en un incendi l'any 586 anomenades: Saint-Jean-le-Rond i Saint-Germain-le-Vieux. També hi van haver dos monestirs: un dedicat a sant Cristòfor i l'altre a sant Marçal.
L'any 877, Carles el Calb va manar reforçar la muralla i afegir dues torres, una de les quals —el Petit Chatelet— estava dins l'illa, per protegir l'accés al Petit-Pont, al costat de la catedral. Otó I va defensar aquesta illa de l'atac de vikings que havien penetrat pel riu des de la Mar del Nord i van presentar un llarg setge. Des del segle ix l'illa va ser també la seu episcopal, i aviat va florir un mercat de productes de valor per al bisbe i la cort reial, situat a la part oest, molt diferent del de l'altra banda del riu que era per a la gent senzilla. Felip II va fer grans ampliacions al palau, però a més va fer pavimentar els carrers del voltant del palau. El 1163, el bisbe Maurice de Sully va engegar la construcció de la catedral i també va reformar l'organització de les parròquies puix que ja hi havien dotze esglésies a l'illa. Lluís IX va fer transformar la petita capella privada dels reis en una església més gran i molt bella, un lloc digne per conservar les relíquies que havia portat el 1238 de Terra Santa, que des de llavors seria coneguda com la Santa Capella de París. També va crear la seu del Parlament, que en aquell temps no era un organisme legislatiu sinó més aviat una assemblea dels nobles. Felip IV va crear el tribunal i la Concergierie, que era la presó on esperaven els qui havien de ser jutjats. Carles V (1338-1380) va fer instal·lar un rellotge a la torre.
Quan al segle xiv el poder reial es trasllada al palau del Louvre a l'illa de la Cité hi havia cinc-centes cases i només els quatre carrers principals estaven pavimentats. El 1379 es va fer en pedra el Pont Saint-Michel i el 1413 el de Notre-Dame en substitució de les antigues passareles de fusta. El 1578 es va fer el Pont Neuf. El 1607, Enric IV va manar substituir el jardí del palau per tres fileres de cases amb una plaça al mig, la plaça Dauphiné; després va fer enllaçar aquesta illa amb dos illots propers: la Gourdaine (que traduït vol dir illa de les Barcasses) i la dels Jueus (també dita dels Templers). És per això que el 1614 s'hi va erigir una estàtua en honor d'Enric IV.
Durant els segles xvii i XVIII, l'illa va estar sotmesa a noves regles d'urbanisme, rectificant l'aliniació dels immobles, imposant un traçat més recte i modificant els materials i l'aspecte de les façanes. A començaments de la Revolució encara hi havia deu parròquies de les catorze anteriors. Els revolucionaris li van canviar el nom pel d'illa de la Fraternitat. El 1791 l'Assemblea Constituent va ordenar la demolició de l'església de sant Bartolomeu, que havia estat mig destruïda per un incendi; en el seu lloc es va fer un teatre.
L'hivern del 1801-1802 el Sena es va desbordar i, en prevenció de noves inundacions, es va decidir reforçar amb murs els molls i posar tubs de desaigua per sota dels carrers Constantine i D'Arcole.
Al segle xix el baró Haussmann va fer enderrocar els edificis entre el Palau de Justícia i la catedral per fer una avinguda; en desaparèixer centenars d'habitatges, 25.000 persones van haver de ser desallotjades. En aquesta època es va construir el Tribunal del Comerç i la Prefectura de la Policia.